# To Have and to Hold (film, 1951)
Pour les articles homonymes, voir To Have and to Hold.
Pour plus de détails, voir Fiche technique et Distribution.
To Have and to Hold est un film britannique réalisé par Godfrey Grayson et sorti en 1951.

## Synopsis
Un homme paralysé à la suite d'une chute à cheval apprend qu'il lui reste peu de temps à vivre, et laisse sa femme aller vers l'homme qu'elle aime.

## Fiche technique
- Réalisation : Godfrey Grayson
- Lieu de tournage :  Gilston Park, Hertfordshire
- Musique : Frank Spencer
- Image : Walter J. Harvey
- Montage : James Needs
- Durée : 63 minutes
- Date de sortie : 1951

## Distribution
- Avis Scott : June
- Patrick Barr : Brian
- Robert Ayres : Max
- Harry Fine : Robert
- Ellen Pollock : Roberta
- Richard Warner : Cyril
- Eunice Gayson : Peggy
- Peter Neil : Dr. Pritchard